# Intel P6
Pour les articles homonymes, voir P6.
Intel Pentium NetBurst
Intel Core
La microarchitecture P6 est une architecture de microprocesseurs x86 d'Intel, utilisée dans les processeurs Pentium Pro, Pentium II, Pentium III, Pentium M, Core 1, et certains Pentium Dual-Core et Celeron,. 

## Caractéristiques
Pour les Pentium Pro et Pentium II :
- décodage des instructions x86 en micro-opérations (en) calibrées ;
- réorganisation dynamique du code out of order ;
- Extension d'adresse physique (EAP) et un bus d'adresse 36 bits plus large pour prendre en charge 64 Go de mémoire physique ;
- Renommage de registres, ce qui a permis une exécution plus efficace de plusieurs instructions dans le pipeline ;
- 32 bits sur les entiers, tout comme le 386 ;
- 1 ALU « rapide » et 1 ALU complexe ;
- 1 FPU.
- Instructions CMOV, qui sont largement utilisées dans l'optimisation du compilateur ;
- Autres nouvelles instructions : FCMOV, FCOMI/FCOMIP/FUCOMI/FUCOMIP, RDPMC, UD2 ;
- Nouvelles instructions dans le coeur Pentium II Deschutes : MMX, FXSAVE, FXRSTOR ;
- Nouvelles instructions dans le Pentium III : Streaming SIMD Extensions.

### Pentium II

#### Klamath
Gravé en 350 nm.

#### Deschutes
Gravé en 250 nm.

### Pentium III

#### Katmai
Gravé en 250 nm.

#### Coppermine
Gravé en 180 nm.

#### Tualatin
Gravé en 130 nm.

## Évolution: variante Pentium M
Les Pentium 4 mobiles d'architecture NetBurst s'étant avérés trop énergivores (consommation électrique et déperdition calorifique élevées de l'architecture NetBurst), Intel a ressorti  l'architecture Intel P6 sous la forme du Pentium M.
Par rapport au Pentium III, cette architecture apporte :
- une meilleure prédiction de branchement, issue du Pentium 4 et améliorée à plusieurs niveaux ;
- la fusion des micro-opérations ;
- un bus système quad data rate (QDR), lui aussi issu du Pentium 4.

### Banias
Gravé en 130 nm.

### Dothan
Le Dothan est un die shrink du Banias gravé en 90 nm.

### Yonah
Gravé en 65 nm.

### Sossaman
Xeon basé sur Yonah, gravé en 65 nm.